# كارولين بي. ماكهيو
كارولين بي. ماكهيو (بالإنجليزية: Carolyn B. McHugh)‏ هي قاضية ومحامية أمريكية، ولدت في 12 يوليو 1957.